# Despite
Despite est un groupe suédois de metal progressif, originaire de Göteborg. Despite sort son premier album In Your Despite, le 13 mars 2009, puis Clenched en 2010. Après de nombreux changements au sein du groupe, EPic sort en 2014 avec en tête le single As You Bleed. Le groupe signe fin 2015 avec le label Eclipse Records.

## Biographie
Le groupe est formé en 1998. Leur premier album, In Your Despite est publié en mars 2009 en Suède,,. L'album contient une chanson intitulée MindPlague qui fait participer Knut Agnred, un chanteur reconnu et membre du comedy group Galenskaparna och After Shave,,. 
En octobre 2010, le groupe publie son deuxième album indépendant, Clenched. Cette fois, le producteur Andreas Kleerup les aide sur la chanson Commander of Hat.Plus tard, le groupe se sépare du chanteur Alex, et Peter Tuthill (ex-membre de Carnal Forge, Godsic et Construcdead) se joint au groupe en décembre 2012. Au printemps 2013, Despite entre aux Crehate Studios pour enregistrer EPic publié au début de 2014. Le 10 novembre 2014, le single Chaos Trigger est publié. VH1 cite Despite comme l'un des « 15 groupes les plus metal qu'on puisse entendre en 2015 ». En décembre 2014, le bassiste Mathias Dagerhed décide de partir, et il se fait remplacer par Anthony Cui. À cette même période, Despite décide de recruter un troisième guitariste, Zoran Panovic,. 
En 2015, ils publient le single Praedonum. Il s'agit de la dernière chanson faisant participer Oscar Nilsson, qui quitte le groupe pour mieux se concentrer sur son studio. Le batteur Janne Jaloma (ex-Deals Death et Bloodshot Dawn) est recruté peu après le départ d'Oscar. Fin 2015-début 2016, Despite enregistre son nouvel album studio, Synergi, qui comprend 13 chansons, et est annoncé pour le 22 juillet 2016 au label Eclipse Records. En mai 2016, le guitariste et membre fondateur Timmy Leng quitte Despite pour se consacrer entièrement à sa famille. Eldor Pettersson le remplace alors le même mois.

## Membres

### Membres actuels
- André Gonzales - guitares (depuis 2011)
- Peter Tuthill - chant (depuis 2012)
- Zoran Panovic - guitare (depuis 2014)
- Anthony Cui - basse (depuis 2015)
- Janne Jaloma - batterie (depuis 2015)
- Eldor Pettersson - guitare (depuis 2016)

### Anciens membres
- John Lidén - guitare (2006-2009)
- Joseph Astorga - percussions (2006-2009)
- Fredrik Meister - basse (1998-2010)
- Johan Sporre - guitare (2009-2010)
- Oscar Nilsson - percussions (2010-2016)
- Timmy Leng - guitare (2009-2016)

## Discographie
- 2009 : In Your Despite (album)
- 2010 : Clenched (album)
- 2014 : EPic (album)
- 2015 : Chaos Trigger (single)
- 2016 : Synergi (album)